# FCSB足球俱樂部
FCSB足球俱樂部（羅馬尼亞語：FC Steaua Bucureşti），又稱布加勒斯特星隊，是一間位於羅馬尼亞首都布加勒斯特的足球會，成立於1947年6月7日，是羅馬尼亞國內奪得頂級聯賽冠軍次數最多的足球會。自2011年起，球隊的主場是國家體育場。
俱樂部於1986年奪得歐洲冠軍盃，成為歷史上首家贏得此項殊榮的东欧球隊。

## 歷史
俱樂部成立時名為布加勒斯特陸軍體育會（Asociatia Sportivă a Armatei）。
1961年，球隊更名爲布加勒斯特星隊（FC Steaua București）。
2017年，球隊因與羅馬尼亞國防部的訴訟，被迫更名爲FCSB足球俱樂部（FC Steaua Bucureşti），但中文譯名習慣上仍稱爲布加勒斯特星隊。

## 榮譽

### 國內賽事
- 羅馬尼亞足球甲級聯賽
  - 冠軍 (28)：1951, 1952, 1953, 1956, 1959–60, 1960–61, 1967–68, 1975–76, 1977–78, 1984–85, 1985–86, 1986–87, 1987–88, 1988–89, 1992–93, 1993–94, 1994–95, 1995–96, 1996–97, 1997–98, 2000–01, 2004–05, 2005–06, 2012–13, 2013–14, 2014–15, 2023–24, 2024–25
- 羅馬尼亞盃
  - 冠軍 (24)：1948–49, 1950, 1951, 1952, 1955, 1961–62, 1965–66, 1966–67, 1968–69, 1969–70, 1970–71, 1975–76, 1978–79, 1984–85, 1986–87, 1987–88, 1988–89, 1991–92, 1995–96, 1996–97, 1998–99, 2010–11, 2014–15, 2019–20
- 羅馬尼亞超級盃
  - 冠軍 (8)：1994, 1995, 1998, 2001, 2006, 2013, 2024, 2025
- 羅馬尼亞聯賽盃
  - 冠軍 (2)：2014–15, 2015–16

### 歐洲賽事
- 歐洲冠軍盃
  - 冠軍 (1)：1985–86
- 歐洲超級盃
  - 冠軍 (1)：1986

## 著名球員
- 赫爾穆特·杜卡達姆

## 外部連結
- 官方網站